# Kaczanowo (przystanek kolejowy)
Kaczanowo – nieistniejący przystanek osobowy kolei wąskotorowej w Kaczanowie, w powiecie wrzesińskim, w województwie wielkopolskim, w Polsce.
Wchodził w skład Wrzesińskiej Kolei Powiatowej. Zlokalizowany był po lewej stronie przy wjeździe do wsi od strony Wrześni, przy dzisiejszej drodze wojewódzkiej nr 442. Przystanek powstał w 1898 i funkcjonował do 1976.